# Schoolplaat

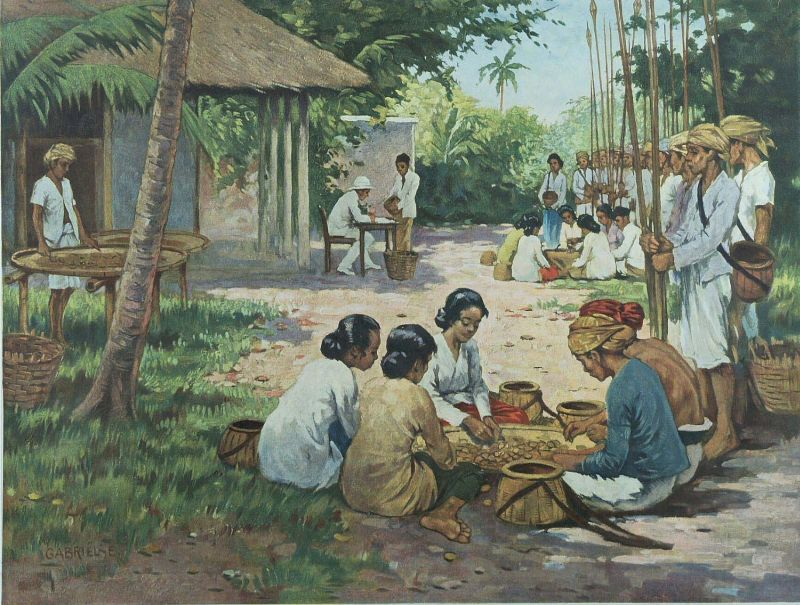
Plaat van Gabriëlse over het leven in Nederlands-Indië

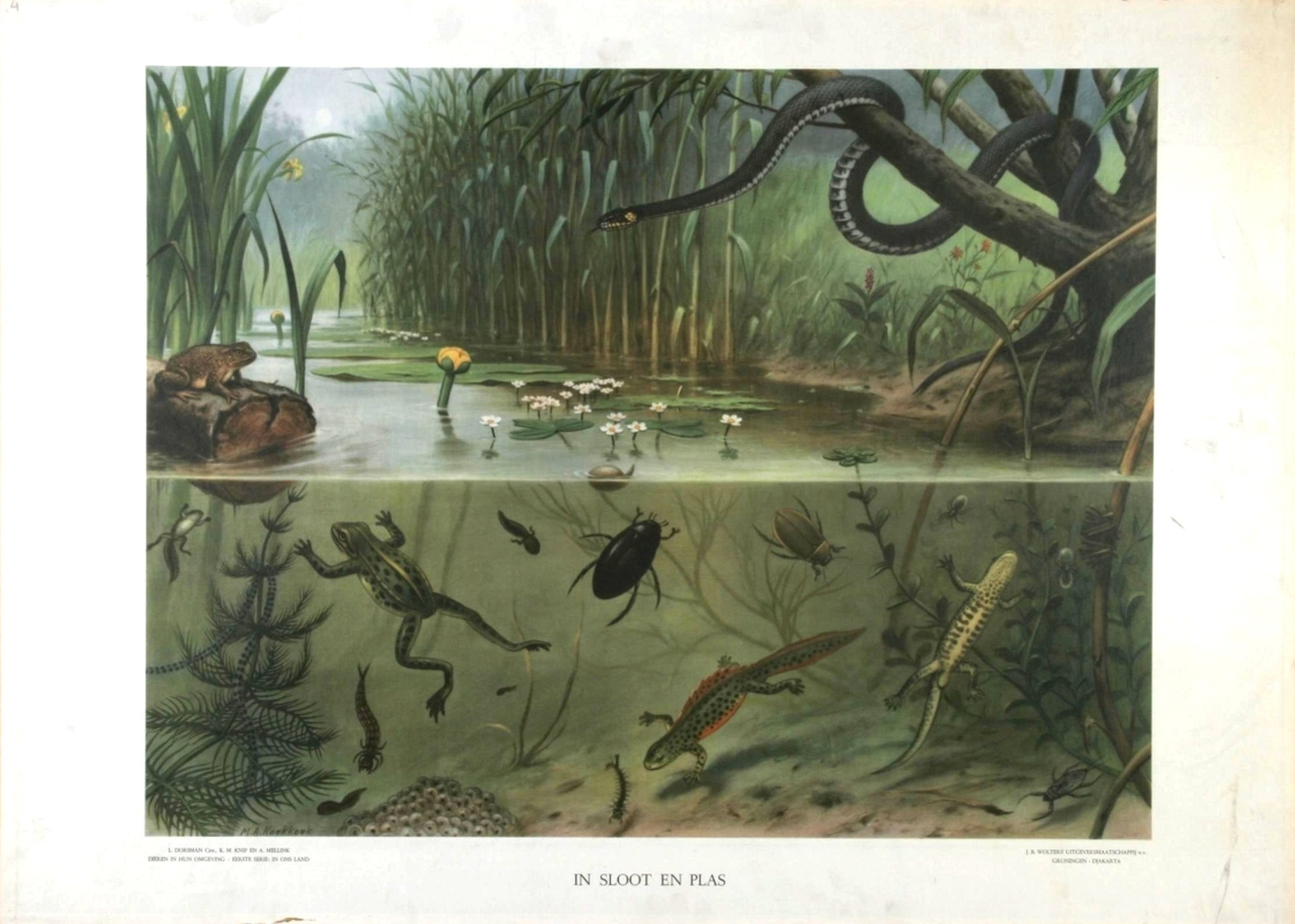
In sloot en plas, een schoolplaat van M.A. Koekkoek.

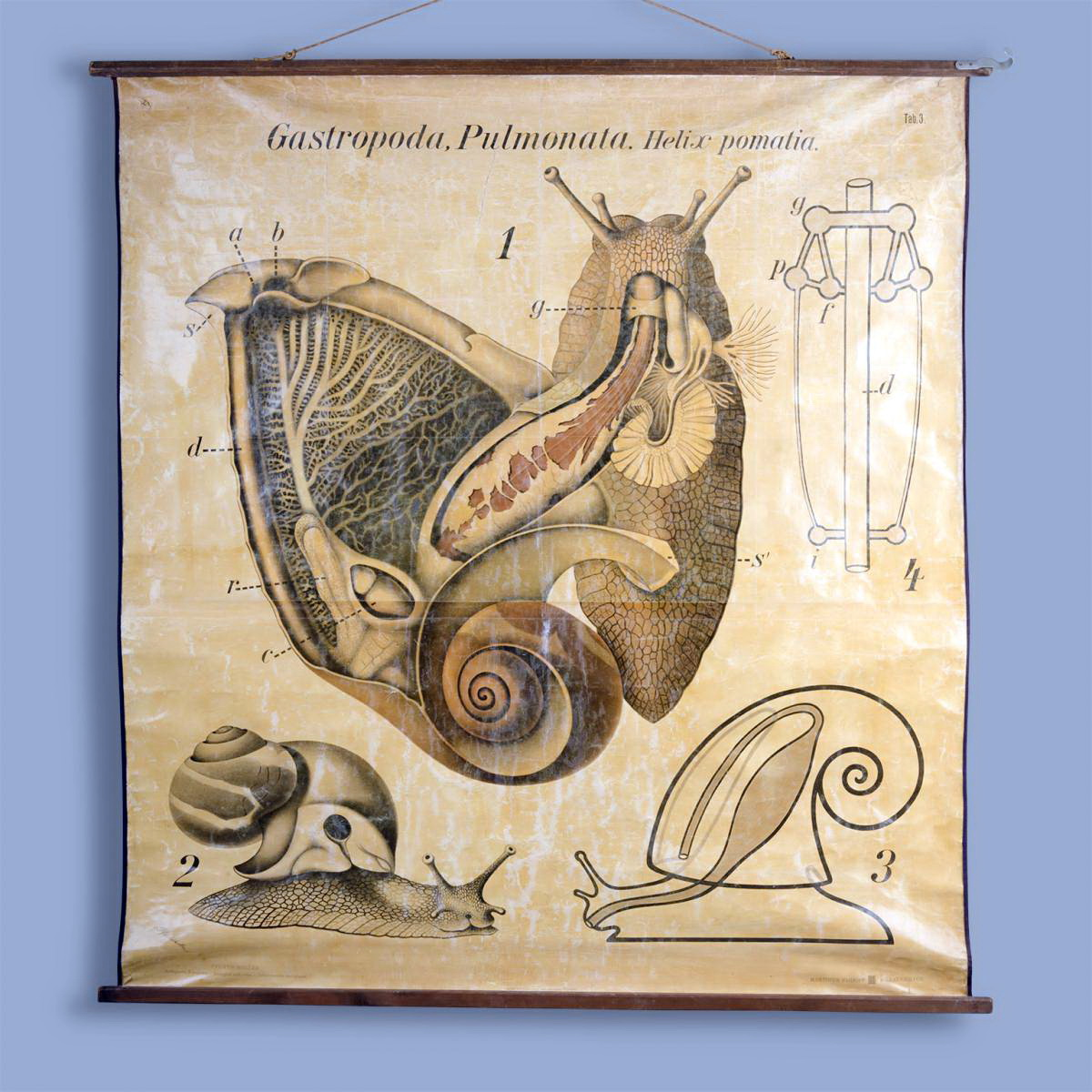
Een bekende schoolplaat van Paul Pfurtscheller.

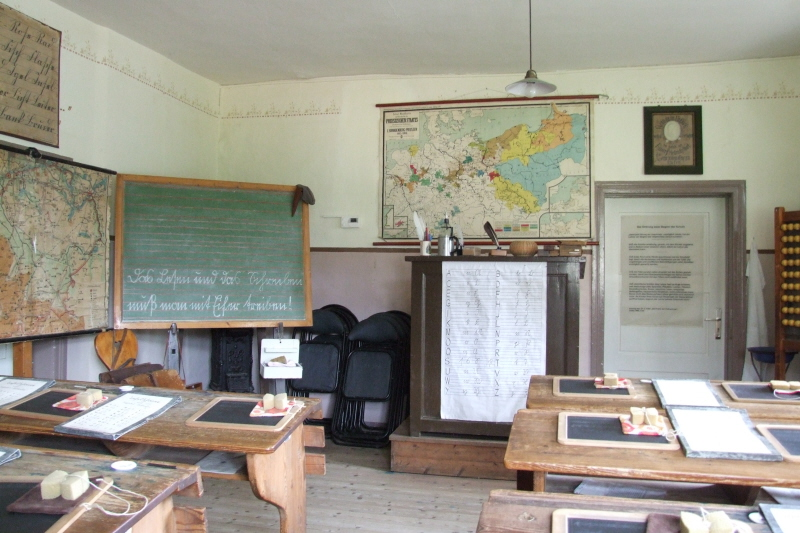
Duitse schoolplaten in het schoolmuseum te Reckahn

Een schoolplaat of een plaat voor het aanschouwingsonderwijs werd gebruikt als illustratie bij de verhalen die de schoolmeester vertelde. Het aanschouwingsonderwijs was een leermethode die ontwikkeld is in de negentiende eeuw, waarbij lagereschoolkinderen door zien, horen, ruiken, tasten of voelen vertrouwd raakten met de dingen om hen heen.
De platen werden gemaakt naar tekeningen, schilderijen of aquarellen en op linnen of karton geplakt. Schoolplaten dienen niet verward te worden met schoolwandkaarten want dit zijn weliswaar ook platen die in scholen worden opgehangen maar in tegenstelling tot de schoolplaten vertonen deze kaarten alleen afbeeldingen van landkaarten.

## Nederland
De eerste 40 platen werden in 1839 door Berend Brugsma uit Duitsland gehaald, waar ze gebruikt werden voor het onderwijs aan dove kinderen.

### Van Lummel platen
In 1857 ontwikkelde onderwijzer Hendrik Jan van Lummel een serie van 48 platen. Van Lummel tekende zelf de platen en schreef de handleidingen erbij. Deze werden uitgegeven door Kemink en Zoon uit Utrecht. De tweede serie van 35 platen verscheen in 1862. In totaal maakte van Lummel ruim 150 platen verdeeld in vier series: In en om ons huis, Landbouw en veeteelt, In de dierenwereld en Handel en bedrijf. Na zijn dood in 1877 werd zijn werk voortgezet door Josef Hoevenaar.
Rond 1900 werden de platen ook van Franstalige teksten voorzien, zodat ze in België gebruikt konden worden.

### Het Volle Leven
Tussen 1905 en 1909 werd door uitgeverij J. B. Wolters in Groningen Het Volle Leven uitgegeven. Het bestond uit vier series van zes schoolplaten met bijbehorende handleidingen en werkboekjes. Ze waren geschreven door Jan Ligthart, Hendricus Scheepstra en W. Walstra.
- Winterhalfjaar, timmeren. Getekend door W.K. de Bruin. Later opnieuw getekend door A.M Güthschmidt.
- Zomerhalfjaar, grasland. Getekend door Cornelis Jetses.
- Winterhalfjaar, metselen. Getekend door W.K. de Bruin. Later opnieuw getekend door Cornelis Jetses.
- Zomerhalfjaar, bouwland. Getekend door Cornelis Jetses.

### Geschiedenisplaten
Vanaf 1857 werd geschiedenisonderwijs bij de wet verplicht. Ook hiervoor werden schoolplaten gemaakt door een aantal verschillende illustrators. Vanaf 1911 werden deze platen opnieuw getekend of vervangen door andere afbeeldingen. Deze nieuwe serie geschiedenisplaten zijn aquarellen van Johan Herman Isings. De eerste, Op den Dam, omstreeks 1665 maakte hij in 1911. Enkele latere platen zijn Overwintering op Nova Zembla en Slag bij Nieuwpoort. In totaal maakte hij 43 geschiedenisplaten tussen 1911 en 1970. Bijna de helft van deze platen ging over de Reformatie, De Nederlandse Opstand en de Gouden Eeuw.

### Landschappen en Havengezichten
Bernardus Bueninck maakte een serie schoolplaten van voornamelijk landschappen en havengezichten voor uitgeverij Wolters. Deze werden gebruikt voor de serie 'Nederland in woord en beeld'.

### Biologieplaten
Marinus Adrianus Koekkoek (1873-1944) maakte biologieplaten die gebruikt werden bij kennis der natuur. Hij maakte twee series van twaalf platen: In ons land, met onder andere In sloot en plas en Vogels in de winter. De tweede serie was Buiten ons land, met onder andere In een Duits bergwoud en In de Siberische vlakte.

## Nederlands-Indië
Tussen 1913 en 1940 werden schoolplaten uitgegeven door J.B. Wolters die gebruikt werden in Nederlands-Indië. De serie met Indische taferelen heet Insulinde in woord en beeld, en werden gemaakt van schilderijen en aquarellen van Johan Herman Isings, Wilhelm Christiaan Constant Bleckmann en Johan Gabriëlse. De handleidingen werden geschreven door Henri Zondervan. Indische schoolplaten werden voor 1940 veelal door Nederlandse in het toenmalige Nederlands-Indië woonachtige illustratoren ontworpen. 40 van deze schoolplaten zijn te zien in het boek van Hella Haasse Bij de les. De illustratoren in deze uitgave zijn Frits van Bemmel met 12 platen, Menno van Meeteren Brouwer met 9 platen, Johan Gabriëlse met 7 platen, de in Batavia geboren W.C.C. Bleckmann met 7 platen, W.J. Ising met 4 platen en P. van Heerdt-Quarles met 1 plaat. Menno van Meeteren Brouwer woonde van 1910 tot 1922 in Medan en maakte daar veel schilderijen en tekeningen van Indische landschappen en schoolplaten van het leven van de inheemse bevolking en haar gebruiken.
Ook bijzonder is de serie van E. Nijland; Handleiding van het volksleven der bewoners van Nederlandsch Oost-Indië, tevens leidraad bij de 12 schoolplaten van Nederlandsch Oost-Indië. Een uitgave van C.H.E. Breijer uit 1897.
Heel apart is de schoolplaten-serie: Platen van Nederlandsch Oost- en West-Indië en Suriname uitgegeven door Kleynenberg & Co te Haarlem tussen 1911 en 1913. De 170 wandplaten waren gemaakt op basis van 178 foto's. Jean Demmeni heeft 25 van deze foto's gemaakt tijdens zijn reis met initiatiefnemer Henri Wagenaar Reisiger in 1911. Negen foto's van hem dateren van zijn expedities eind negentiende eeuw. Voor nog geen 70 foto's is de fotograaf bekend. Een complete serie is erg zeldzaam.

## België
België kent relatief wat minder uitgegeven schoolplaten dan Nederland. Bekende uitgevers waren De Rycker en Mendel Bruxelles, Uitgeverij Aug. Bossaerts, Steppe Ninove en Cremers Antwerpen. 

## Duitsland
In Duitsland werd al in de eerste helft van de 19e eeuw gebruik gemaakt van schoolplaten. Bekende uitgevers waren Wachsmuth uit Leipzig en C.C. Meinhold & Söhne uit Dresden. Duitsland heeft waarschijnlijk de meeste schoolplaten uitgegeven van alle landen, een schatting is 10.000 verschillende schoolplaten.

## Zweden
Zweden kent een rijke cultuur aan uitgegeven skolplanscher. Zweedse platen onderscheiden zich vooral door de prachtige bloemenplaten en kleurige romantische plattelandstaferelen.